# ذنب‌العقاب
ذَنْب‌العقاب (دنب عقاب) زتا عقاب یک ستاره است که در صورت فلکی عقاب قرار دارد.